# Тональна крива

Тональна крива з підвищенням контрасності в темній частині знімку

Тональна крива з підвищенням контрасності в світлій частині знімку

Тональна крива — крива перепризначення тональності зображення, визначена як функція розподілу яскравості вихідного зображення по тональному діапазону залежно від рівня яскравості вхідного зображення.
Криві, зазвичай, застосовуються до всіх каналів зображення разом, або індивідуально для кожного каналу. Застосування кривої одночасно для всіх каналів призводить до зміни контрастності вихідного зображення таким чином, що збільшення крутизни кривої призводить до збільшення контрасності (розширення динамічного діапазону), а зменшення крутизни — до зменшення контрасності. Застосування кривої до окремих каналів дозволяє підкреслити окремий колір.
Нелінійне перепризначення дозволяє отримати збільшення контрасності в певному діапазоні яскравості за рахунок зменшення контрасності в іншому діапазоні.